# Scinax pedromedinae
Scinax pedromedinae é uma espécie de anfíbio da família Hylidae. Pode ser encontrada no Peru e Brasil.